# Josip Gržanić
Josip Gržanić (Senj, 19. ožujka 1845. – Gospić, 29. listopada 1907.), bio je hrvatski političar i istaknuti pravaš. 

## Životopis

### Mladost i rano djelovanje
Josip Gržanić rođen je 1845. godine u Senju u obitelji Krste Gržanića. Osnovnu školu pohađao je u Senju a dvije godine pohađao je i biskupsko sjemenište. Ipak, napušta sjemenište nakon prve godine i odlazi u Zagreb gdje završava Pravoslovnu akademiju (studij prava). Nakon završetka studija neko vrijeme radi u Financijskom ravnateljstvu u Zagrebu. U to vrijeme pomaže Anti Starčeviću da se izvuče iz političkih neprilika u koje je upao nakon okončanja rakovičke bune. Godine 1872. Gržanić postaje veliki bilježnik u Senju gdje obavlja tu dužnost do 1882. godine kada daje ostavku zbog nezadovoljstva s gradonačelnikovom politikom. U međuvremenu je radio i na osnivanju Senjske štedionice. Gržanić 1883. godine organizira premazivanje mađarskog natpisa na carinarnici pa tako na sebe skreće pozornost mađarskih vlasti. Također je s Vjenceslavom Novakom i nekoliko drugih domoljuba upao u hotel "Nehaj" gdje su izvikivali parole koje su veličale Antu Starčevića i Frana Folnegovića i time prisilili mađarske vlasti da uvedu izvanredno stanje u Senju. Godine 1885. kao zastupnik u Ivanić Tvrđi kraj Čazme izabran je u Sabor gdje se povezuje s Davidom Starčevićem.

### Saborski vritnjak Khuenu Héderváryju
U saborskoj raspravi 5. listopada 1885. godine ban Khuen Héderváry opravdavao je nezakonito otuđenje tzv. Komorskih spisa koji su nezakonito odneseni u Mađarsku. Izbila je žestoka svađa i Héderváry je u jednom trenutku krenuo iz sabornice ali David Starčević je rekao Gržaniću da banu ne da samo tako izaći van, pa je Gržanić krenuo za njim i izgurao ga iz sabornice udarivši ga pri tom nogom u stražnjicu. Nakon tih događaja David Starčević, Eugen Kumičić i Josip Gržanić bili su odmah pritvoreni. Khuenove pristaše su po svaku cijenu htjeli dokazati da nitko nije udario niti mogao udariti "preuzvišenoga gospodina bana". Međutim, pravaš Grga Tuškan u istražnom je zatvoru (10. listopada 1885. godine) izjavio: "Ja držim da je Preuzvišeni g. ban udaren nogom u rit". Grgi Tuškanu je nakon toga oduzeta doktorska titula kao i Davidu Starčeviću. Grga Tuškan je, 17. prosinca pušten iz zatvora. Poslije mu je skinut imunitet i pred Sudbenim stolom osuđen je na 2 godine zatvora, oduzet mu je akademski stupanj doktora i pravo odvjetničkoga rada, a kasnije Stol sedmorice smanjio mu je kaznu na 8 mjeseci zatvora. Josip Gržanić i David Starčević 18. prosinca 1885. godine osuđeni su na 3 mjeseca zatvora, a kasnije u kasacijskoj raspravi Stol sedmorice povisio im je kaznu na 5 mjeseci zatvora. Eugen Kumičić bio je oslobođen zbog toga što je državni odvjetnik na samoj glavnoj raspravi odustao od optužbe. Završetak suđenja popratili su žestoki prosvjedi.

### Izlazak iz zatvora i daljnje djelovanje
Gržanić izlazi iz zatvora nakon 5 mjeseci i Zagrepčani ga dočekuju s ovacijama. Vraća se u Senj gdje vodi Senjsku čitaonicu i Senjsku štedionicu a pokreće i novo brodarsko društvo. Politički djeluje kao vođa Čiste stranke prava i pristaša je Josipa Franka. Pokušava se ponovno kandidirati za zastupnika ali mu to zbog sukoba s Héderváryjem nikada više neće uspjeti. Godine 1903. ponovno je umiješan u prosvjede protiv mađarskih natpisa, te Gržanić ulazi u sukob sa senjskim gradonačelnikom od kojeg Héderváry traži naplatu štete. Godine 1907. kandidirao se u Perušiću ali smrt ga sprječava da bude izabran. 
Umro je u Gospiću 29. listopada 1907. godine od kapi.

## Vanjske poveznice
- Gržanić, Josip (Geržanić), Mladen Švab (2002.), hbl.lzmk.hr
- Dnevno.hr Kako je ban Khuen dobio udarac nogom u stražnjicu, 28. listopada 2013.